# Phlogiellus subarmatus
Phlogiellus subarmatus là một loài nhện trong họ Theraphosidae.
Loài này thuộc chi Phlogiellus. Phlogiellus subarmatus được Tord Tamerlan Teodor Thorell miêu tả năm 1891.